# 1808年逝世人物列表
1808年逝世人物列表：1月 - 2月 - 3月 - 4月 - 5月 - 6月 - 7月 - 8月 - 9月 - 10月 - 11月 - 12月
下面是1808年逝世的知名人士列表。

## 1月

### 1日
- 薩克森-哥達-阿爾滕堡的路易絲，薩克森-哥達-阿爾滕堡公主，梅克倫堡公爵夫人，在梅克倫堡-什未林結婚
- 約翰·克利斯蒂安·諾伊伯，德累斯頓的德國石材切割師和宮廷珠寶商

### 3日
- 約翰·奧古斯特·賴查特，德國法律學者

### 4日
- 薩伏依的貝內迪托，法國大革命中的義大利將軍
- 卡爾·西吉斯蒙德·克萊默，德國醫生、作家和翻譯家

### 5日
- 阿列克谢·格里戈里耶维奇·奥尔洛夫，俄羅斯軍人和政治家
- 克利斯蒂安·戈特利布·賽德利茨，德國物理學家和邏輯學家

### 8日
- 威廉·林恩，美國皇后學院院長

### 15日
- 約翰·魯道夫·戴曼，德裔荷蘭醫生和化學家
- 約翰內斯·萊昂哈迪，瑞士改革宗牧師

### 22日
- 約翰·雅各·貝斯曼-霍爾維格，德國銀行家和商人

### 23日
- 勃蘭登堡-施韋特的弗里德里克·夏洛特，赫爾福德修道院的王子修道院院長
- 納吉-米哈利的安東·斯塔雷，奧地利軍官

### 27日
- 埃茲拉·達比，美國政治家

### 29日
- 莫里茨·格哈德·蒂勒紐斯，德國醫生和浴療師

### 31日
- 弗朗茨·威廉·馮·普菲爾，普魯士少將兼但澤司令

### 日期不詳
- 卡羅琳·海格林，後來雕塑家謝弗爾的妻子，埃伯哈德·格梅林（Eberhard Gmelin）的病人，首次在醫學上描述了雙重人格的病例和可能的Käthchen von Heilbronn原型

## 2月

### 1日
- 魯道夫·恩斯特·馮·比拉，普魯士少將
- 亞當·撒母耳·底比修斯，德國醫生和公關人員

### 3日
- 克利斯蒂安·特勞戈特·布赫，撒克遜植物學家

### 7日
- 奥维·霍格-古尔德伯格，丹麥政治家、歷史學家

### 8日
- Ove Høegh-Guldberg，丹麥政治家

### 11日
- 約翰·約瑟夫·米爾德納，玻璃吹制工，玻璃藝術家
- 保羅·馮·斯泰滕，奧格斯堡市最後一位城市行政長官（1792-1806）

### 12日
- 安娜·瑪麗亞·貝內特，英國小說家

### 13日
- 威廉·富拉頓，特立尼達的英國軍官、政治家、作家和高級專員

### 14日
- 约翰·迪金森，美國律師，特拉華州和賓夕法尼亞州州長

### 17日
- 揚·埃利亞斯·胡德科珀·范·瑪律斯維恩，阿姆斯特丹市長

### 18日
- 朱塞佩·皮爾馬里尼（Giuseppe Piermarini），義大利建築師

### 19日
- 大衛·伊曼紐爾，美國政治家

### 20日
- 第一代萊克子爵傑拉德·萊克，英國將軍、公務員和政治家

### 24日
- 克裡斯托夫·歐拉，普魯士和俄羅斯軍官

### 26日
- 多梅尼科·瑪麗亞·薩勒，德國宮廷建築師

### 27日
- 並木五瓶，日本歌舞伎演員和作家

### 28日
- 海因里希·艾因霍夫，德國農業化學家
- 撒母耳·柯克蘭，長老會傳教士

### 29日
- 卡爾斯·巴格爾，加泰羅尼亞管風琴家、指揮家和作曲家

### 日期不詳
- 路易士·穆尼奧斯·德·古茲曼，智利總督

## 3月

### 1日
- 溫澤爾·霍克，天主教神父

### 3日
- 約翰·克利斯蒂安·法布里修斯，動物學家和經濟學家
- 安東·馮·馬龍，奧地利肖像畫家

### 4日
- 約翰·克利斯蒂安·法布里修斯，丹麥動物學家

### 7日
- 保羅·阿姆辛克，漢堡商人
- 本傑明·拉姆齊，美國律師和政治家

### 8日
- 納撒尼爾·亞歷山大，美國政治家
- 雅各·路德維希·謝倫伯格，德國新教神職人員和教育家

### 9日
- 老約瑟夫·博諾米，義大利裔英國建築師

### 13日
- 克里斯蒂安七世，丹麥和挪威國王

### 14日
- 雅各·威廉·梅喬，德國畫家、製圖員和蝕刻師

### 17日
- 安娜·海內爾，德國舞蹈家
- 卡爾·弗里德里希·興登堡，德國數學家，哲學和物理學教授

### 18日
- 约瑟夫·罗特，奧地利歌手和演員

### 19日
- 約翰·雷德曼，美國醫生

### 21日
- 約翰·邁克爾·阿夫斯普朗，法國革命家、教師和公關人員以及海爾維第主義者

### 22日
- 瓦茨拉夫·馬特伊·克拉梅裡烏斯，捷克作家和出版商

### 24日
- 奧托·烏爾里希·馮·德維茨，德國律師和政治家
- 約翰·撒母耳·施羅德，德國神學家和博物學家

### 29日
- Friederike Riedesel zu Eisenbach，弗里德里希·阿道夫·里德塞爾將軍的妻子
- 海因里希·奧古斯特·賴斯伯格，德國婦科醫生

### 30日
- 弗朗茨·卡西米爾·馮·克萊斯特，普魯士將軍
- 卡爾·馮·普勞恩，德國律師、礦業船長和商會會長

## 4月

### 1日
- 加布里埃爾·克裡斯蒂，美國政治家

### 5日
- 約翰·喬治·威爾，德國雕刻師

### 6日
- 木内石亭，日本礦物學家和植物學家

### 9日
- 喬治·卡爾·馮·費亨巴赫，維爾茨堡親王主教

### 10日
- 讓-洛朗·莫斯尼爾（Jean-Laurent Mosnier），法國畫家、宮廷畫家
- 弗里德里希·克裡斯托夫·穆勒，德國神學家和製圖師
- 拿騷-錫根的查理斯·亨利，德法冒險家和水手

### 11日
- 彼得·梅恩，丹麥宮廷建築師和哥本哈根城市建築師

### 12日
- 約翰·撒母耳·佩特裡，德國作曲家、教育家、歌唱家和作家
- 西蒙·赫爾曼·波斯特，德國法學家、不來梅公司法務和檔案管理員

### 13日
- 喬治·亞當·埃格爾，德國畫家
- 約瑟夫·瑪麗亞·施耐特，德國律師、大學講師和歷史學家

### 15日
- 雅各·克朗寧希爾德，美國政治家
- 休伯特·羅伯特，法國畫家

### 16日
- 克利斯蒂安·戈特利布·佩爾施克，德國新教神學家和教育家

### 18日
- 卡特·巴塞特·哈裡森，美國政治家

### 19日
- 讓-巴蒂斯特·加代爾，法國醫生和百科全書學家

### 20日
- 巴登的瑪麗，巴登公主和不倫瑞克公爵夫人

### 24日
- 彼得·盧卡斯·科爾斯曼，德國絲綢製造商

### 25日
- 路易吉·托馬西尼，古典小提琴家和作曲家

### 26日
- 讓-巴蒂斯特·皮勒門特，法國畫家和平面藝術家

### 28日
- 弗朗茨·彼得·馮·科納魯特，普魯士皇家少將

### 29日
- 彼得·薩魯茲，瑞士改革宗神職人員和教育家

### 日期不詳
- 弗里德里希·恩斯特·沃爾伯格（Friedrich Ernst Vorberg），德國新教神學家、教育家和作家

## 5月

### 5日
- 达维德·吉利，建築師

### 8日
- 克利斯蒂安·亞歷山大·馮·哈格肯，普魯士少將兼第44步兵團團長
- 庫爾特·奧古斯特·馮·德·瑪律維茨，普魯士皇家少將，胸甲騎兵第2團指揮官

### 16日
- 菲力浦·卡爾·馮·霍內克，德國男爵，美因茨大教堂的康托爾，樞密院議員

### 17日
- 雅各·阿爾佈雷希特，德裔美國人，福音派社區（衛理公會）創始人

### 18日
- 以利亞·克雷格，美國公使、發明家

### 19日
- 克利斯蒂安·路易絲·馮·羅喬，普魯士地主和社會改革家

### 22日
- 約翰·海因里希·伯格菲爾德，埃爾伯費爾德商人和市長

### 26日
- 克利斯蒂安·弗裡德里希·巴茲，德國律師和政治家
- 卡爾·弗里德里希·馮·埃爾斯納，普魯士中將

### 27日
- 古斯塔夫·馮·克林科夫斯特倫，瑞典-波美拉尼亞律師

### 28日
- 理查·赫德，英國主教、作家

### 30日
- 博若萊伯爵路易·查理斯·奧爾良，法國末代國王路易-菲力浦的弟弟

## 6月

### 5日
- 克裡斯托夫·戈特弗里德·巴迪利，哲學家和大學講師

### 7日
- 約翰·雅各·哈滕凱爾，薩爾茨堡的德國醫生
- 約翰·雅各·施拉姆，德國管風琴製造商

### 8日
- 亞當·弗裡德里希·馮·卡爾克，皇家普魯士少將和第33步兵團的最後一任指揮官

### 10日
- 讓-巴蒂斯特·德·貝洛伊，法國主教、紅衣主教

### 11日
- 喬瓦尼·巴蒂斯塔·西裡，義大利大提琴家、指揮家和作曲家

### 13日
- 魯道夫·路德維希·馮·埃拉赫，瑞士人，軍官，政治家和作家。
- 保羅·哈普法爾，Beuerberg修道院的最後一任教務長;蘭茨胡特大學圖書館館長
- 尼米·R·奈特，美國政治家

### 15日
- 撒母耳·戈特弗裡德·間歇泉，德國教育家和新教神學家

### 16日
- 喬治·溫澤爾·裡特，德國巴松管演奏家和作曲家

### 17日
- 弗朗茨·路德維希·古斯菲爾德，普魯士製圖師
- 路易-約瑟夫·德·蒙莫朗西-拉瓦爾，紅衣主教，梅斯主教

### 18日
- 菲利波·瑪麗亞·蓋拉爾代斯基，義大利作曲家和管風琴家
- 多蘿西婭·威爾斯，德國詩人和非小說作家

### 19日
- 亚历山大·达尔林普尔，蘇格蘭地理學家

### 20日
- 弗朗西斯科·克薩韋里·德莫霍夫斯基，波蘭作家和翻譯家

### 22日
- 亞歷山大·安德列亞斯·約瑟夫·馮·納吉，皇家普魯士中將，最後是驃騎兵團第一團的指揮官。

### 24日
- 約翰內斯·雅各斯·范·里恩，烏得勒支天主教大主教

### 26日
- 克裡斯托夫·狄奧尼修斯·馮·西格，Hohe Karlsschule的召集人

### 28日
- 埃德蒙·馮·哈羅德，愛爾蘭裔德國作家

### 30日
- 約翰·呂特格·西貝爾，埃爾伯費爾德市長

## 7月

### 1日
- 約翰·邁克爾·施泰納，羅馬天主教神職人員、教師和學校行政人員

### 4日
- 費舍爾·艾姆斯，美國政治家

### 5日
- 安娜·克莉絲蒂娜·埃倫弗裡德·馮·巴爾塔薩，藝術與哲學學士學位

### 6日
- 威廉·布拉德福德，美國政治家
- 維克多·弗里德里希·路德維希·馮·霍勒本，普魯士皇家少將，第11步兵團的最後一任指揮官

### 12日
- 卡爾·路德維希·馮·科切吉，格洛高普魯士最高政府總統

### 13日
- 安德列亞斯·迪翠希·馮·施萊尼茨，普魯士少將，胸甲騎兵第2團團長

### 14日
- 阿爾喬姆·韋德爾，烏克蘭作曲家

### 15日
- 菲力浦·弗里德里希·勒佈雷希特·馮·拉托夫，普魯士軍官，最後一位中將，第31步兵團團長，庫斯特林總督
- 弗裡德里希·卡西米爾·梅迪庫斯，德國植物學家和園林園長

### 19日
- 約翰·派特森，美國軍官、律師和政治家

### 23日
- 雅各·約翰·西弗斯，俄羅斯政治家和改革家

### 27日
- 弗裡德里希·威廉·馮·黑森斯坦，瑞典政治家和軍官，瑞典波美拉尼亞總督

### 28日
- 塞利姆三世，奧斯曼帝國蘇丹

### 29日
- 弗朗茨·阿克斯特，德國醫生和作家

## 8月

### 1日
- 戴安娜·博克勒克，英國畫家
- 約翰·馬蒂亞斯·施洛克，德國歷史學家和文學家

### 8日
- 威廉·利奧波德·馮·弗羅賴希，皇家普魯士少將，最後是第6驃騎兵團的指揮官

### 9日
- 卡洛·安東尼奧·朱塞佩·貝利索米，義大利神職人員，駐德國大使和紅衣主教
- 彼得·菲力浦·沃爾夫，德國歷史學家、記者、出版商和啟蒙者

### 13日
- 艾蒂安·皮埃爾·文特納特，法國植物學家

### 16日
- 卡爾·弗里德里希·哈柏林，不倫瑞克外交官、憲法律師和歷史學家

### 19日
- 弗雷德里克·亨里克·查普曼，瑞典造船廠

### 20日
- 喬納森·弗里曼，美國政治家
- 菲力浦·安東·海德里希，杜塞爾多夫法學院的法學家和學者

### 21日
- 約翰·威廉·格呂內貝格，德國管風琴製造商

### 22日
- 約翰·尼古拉斯·尼克拉斯，德國語言學家和藏書家

### 25日
- 赫爾曼·約翰·恩斯特·馮·曼施坦因，普魯士中將，第55步兵團團長，但澤總督

### 26日
- 丹尼爾·馬蒂亞斯·海因里希·莫爾，德國植物學家和動物學家

### 29日
- 埃德蒙·保羅·德·巴特，法國西多會修女，特拉普修女和達菲爾德-羅森塔爾修道院的上級

## 9月

### 2日
- 理查·拉伯克，英國化學家和醫生

### 3日
- 菲力浦·吉德利·金，澳大利亞皇家海軍上尉和殖民地行政長官
- 約翰·蒙哥馬利，美國政治家

### 5日
- 約翰·霍姆，蘇格蘭作家

### 6日
- 路易-皮埃爾·安奎蒂爾，法國歷史學家

### 7日
- 克利斯蒂安·弗里德里希·馮·耶格爾，德國醫生
- 西格蒙德·戈特利布·斯圖德，瑞士律師和藝術家

### 11日
- 何塞·穆蒂斯，西班牙植物學家和數學家
- 保羅·海因里希·特魯默，德國律師和市長

### 12日
- 奧古斯特·海因里希·費迪南德·古特菲爾德，德國醫生，阿爾托納鎮醫生
- 彼得·奧爾科特，美國軍人和政治家
- 恩格爾伯特·安東·馮·雷德，大教堂教務長在明斯特

### 13日
- 薩維里奧·貝蒂內利，義大利作家
- 凱薩琳娜·伊莉莎白·歌德，約翰·沃爾夫岡·歌德的母親
- 利奧波德·馮·海德布蘭德和拉薩，普魯士軍官
- 弗里德里希·路德維希·馮·羅肖，德國地主

### 17日
- 本傑明·伯恩，美國政治家

### 20日
- 勒內·路易·德·吉拉爾丹，法國侯爵，Ermenonville公園的創造者和作家;讓-雅克·盧梭（Jean-Jacques Rousseau）的朋友

### 22日
- 瑪麗亞·伊麗莎白女大公，神聖羅馬帝國奧地利女大公。
- 威廉·馮·瓦爾特·克羅內克，普魯士少將

### 25日
- 理查·波爾森，英國古典語言學家

### 26日
- 保羅·弗拉尼茨基，奧地利作曲家

### 27日
- 康拉德·蓋格，德國畫家

### 30日
- 約翰·克利斯蒂安·威廉·馮·倫特肯，皇家普魯士少將和第2炮兵團的最後一任團長

### 日期不詳
- 弗里德里希·科德曼（Friedrich Cordemann），德國舞台演員

## 10月

### 1日
- 伯特蘭·阿裡伯特，法國工程師
- 卡爾·戈特哈德·朗漢斯，普魯士建築商和建築師
- 里賈納·明戈蒂（Regina Mingotti），義大利歌劇演唱家
- 湯瑪斯·索里爾德，瑞典詩人、作家和文學評論家

### 4日
- 馬丁·塞塞·拉卡斯塔，西班牙植物學家

### 5日
- 約翰·戈特利布·普雷斯特爾，德國雕刻師

### 6日
- 約翰·戈特利布·萊辛，德國教育家

### 7日
- 戈特弗里德·尤斯圖斯·弗蘭肯菲爾德，德國路德教牧師

### 8日
- 黑森-卡塞爾的威廉明妮，黑森公主，普魯士亨利王子的妻子
- 狄奧尼修斯·范·德·威恩珀斯，荷蘭哲學家

### 9日
- 約翰·克萊伯恩，美國政治家

### 11日
- 約翰·佩奇，美國政治家

### 12日
- 海因里希·利奧波德·馮·福卡德，普魯士上校

### 13日
- 弗朗索瓦·庫皮斯，法國古典大提琴家和作曲家

### 14日
- 弗裡德里希·西吉斯蒙德·懷茨·馮·埃申，德國外交官和公使
- 斐迪南德·約瑟夫·馮·萊伯，奧地利外科醫生和大學講師

### 15日
- 赫米斯頓的詹姆斯·安德森，蘇格蘭農業經濟作家
- 彼得·西爾維斯特，美國律師、法官和政治家

### 17日
- Jean-Évangéliste Zaepffel，法國神職人員和列日主教

### 18日
- 约翰·加德纳，美國農民和羅德島大陸會議代表

### 19日
- 格奧爾格·博古斯拉夫·馮·科滕，普魯士少將，第48步兵團團長

### 20日
- 多蘿西婭·德爾夫，歌德的「母友」

### 21日
- 加藤千蔭，日本詩人、文學家

### 22日
- 赫庫蘭·奧伯勞赫，南蒂羅爾方濟各會，哲學家和天主教道德神學家

### 24日
- 貝蒂·羅斯，德國女演員

### 28日
- 約瑟夫·克萊門斯·維特沃，奧地利雕塑家

## 11月

### 2日
- 克利斯蒂安·馮·布倫布森，呂貝克市長

### 3日
- 梅爾基奧雷·切薩羅蒂，義大利詩人、翻譯家和學者
- 西奧菲勒斯·琳賽，英國神學家，早期英國一神論的代表

### 10日
- 第一代多爾切斯特男爵蓋伊·卡爾頓，英國軍官

### 12日
- 約瑟夫·施塔德·馮·阿德爾斯海姆，奧地利軍官（Feldzeugmeister）

### 13日
- 菲力浦·雅各·謝福爾，德國雕塑家

### 14日
- 阿萊姆達爾·穆斯塔法·帕夏，土耳其大維齊爾

### 16日
- Envold de Falsen（恩維爾德法爾森），挪威律師和作家

### 17日
- 穆斯塔法四世，奧斯曼帝國蘇丹（1807年–1808年）
- 大衛·蔡斯伯格，傳教士、神職人員、口譯員

### 20日
- 約翰·格奧爾格·埃克，德國語言學家
- 羅伯特·霍尼曼，蘇格蘭政治家、下議院議員和軍官

### 22日
- 劉躍雲，清朝政治人物

### 23日
- 菲力浦·弗裡德里希·魏斯，德國法律學者、大學教授

### 26日
- 巴塞洛繆·約瑟夫·布拉修斯·阿爾弗特，德國歷史學家和天主教神學家
- 理查·波茨，美國律師和政治家

### 27日
- 約翰·弗里德里希·明希，瑞士政治家

### 日期不詳
- John 愛爾蘭，英國作家、製表師、傳記作家

## 12月

### 13日
- Georg Rechberger （1758年–1808年），奧地利佳能律師

### 17日
- 克裡斯托夫·西吉斯蒙德·格魯納，德國演員和作家
- 第一代利物浦伯爵查爾斯·詹金遜，英國政治家

### 18日
- 威廉·阿爾佈雷希特·克利斯蒂安·馮·馬赫倫霍爾茨，德國政治家

### 22日
- 小約翰·海因里希·蒂施拜因，德國畫家和雕刻家

### 24日
- 湯瑪斯·貝多斯，英國醫生和作家
- 費奧多爾·斯捷潘諾維奇·羅科托夫，俄羅斯洛可哥肖像畫家

### 27日
- 萊文·馮·格紹，普魯士軍官，最近擔任普魯士陸軍中將兼總參謀長

### 29日
- 路易吉·瓦倫蒂·岡薩加，紅衣主教

### 日期不詳
- 何塞·莫尼諾·雷東多，西班牙律師、政治家和首相

## 日期不詳
- 奧米·懷斯，美國謀殺民謠的主題
- 烏爾祖拉·扎莫伊斯卡，波蘭貴婦和社會名流
- 朱塞佩·阿門多拉	義大利作曲家和音樂教育家	≈49 am
- 約翰·亞當·奧爾霍恩	薩克森-魏瑪-艾森納赫宮廷的演員、歌手和舞者
- 利維·巴倫特·科恩	英國金融家和猶太市政工人
- 伊利亞·克雷格	美國浸信會牧師
- 朱塞佩·克雷斯塔多羅	巴羅克時期的義大利畫家
- 休·道格拉斯·漢密爾頓	愛爾蘭肖像畫家
- 漢斯·邁克爾·亨嫩沃格爾	韋索布倫學校的泥水匠
- 保羅·約爾戈維奇	羅馬尼亞作家
- 安德魯·麥考德	美國政治家
- 弗里德里希·古斯塔夫·馮·斯泰滕-布亨巴赫	巴登萊布-擲彈兵衛隊上校兼指揮官
- 約瑟夫·皮希勒	畫家
- 安妮·庫皮爾·德·羅曼斯	法國國王路易十五的情婦
- 約翰·格奧爾格·羅森伯格	德國畫家
- 弗里德里希·約瑟夫·安東·馮·施雷肯斯坦	德國歷史學家
- 弗朗茨·澤維爾·德·舒馬赫（Franz Xaver de Schumacher）在希梅爾里希	瑞士航空先驅和政治家
- Impératrice Sessi	義大利歌劇演唱家（女高音）
- 加埃塔諾·韋斯特裡斯	義大利舞蹈家和編舞家
- 特蕾莎·韋斯特裡斯	義大利舞蹈家
- 約翰·威爾金森	英國發明家